# Айдарбекова Ташинбала
Ташинбала Айдарбекова (нар. 1906, Шубар — пом. ?) — казахська радянська колгоспниця, ланкова; Герой Соціалістичної Праці.

## Біографія
Народидилася у 1906 році в аулі Шубар Копальського повіту Семиріченської області Туркестанського краю Російської імперії (нині село у складі Єскельдинського району Жетисуської області Казахстану) у сім'ї казахського селянина. Трудову діяльність розпочала у 1930 році рядовою колгоспницею у сільгоспартелі «Джана-Талап» Талди-Курганського району Казакської АРСР. З 1940 року очолювала ланку буряківників.
У 1947 році її ланка зібрала врожай цукрових буряків по 820 центнерів з гектара на площі 2 гектари, а з решти площі в 4,5 гектара — по 450 центнерів коренеплодів. Указом Президії Верховної Ради СРСР від 28 березня 1948 року за отримання високих врожаїв їй присвоєно звання Героя Соціалістичної Праці з врученням ордену Леніна (№ 70 177) і золотої медалі «Серп і Молот» (№ 1 579). Цим же указом високого звання були удостоєні її бригадир Аппак Мусапіров та голова колгоспу «Джана-Талап» Нурмолда Алдабергенов.
У наступні роки вирощувала ще вищі врожаї. У 1950 році її ланка досягла густоти насадження по 110—120 тисяч коренів на гектар, на високоврожайній ділянці площею 2 гектари врожай буряків досяг 1 452 центнери з гектара. Протягом 1950—1959 років обиралася депутатом Талди-Курганського обласного Ради депутатів трудящих. З 1961 року — персональна пенсіонерка. Мешкала у рідному селі Шубар.

## Вшанування
В рідному селі Ташинбали Айдарбекової на Алеї Слави встановлене її погруддя.